# Религия в Греции

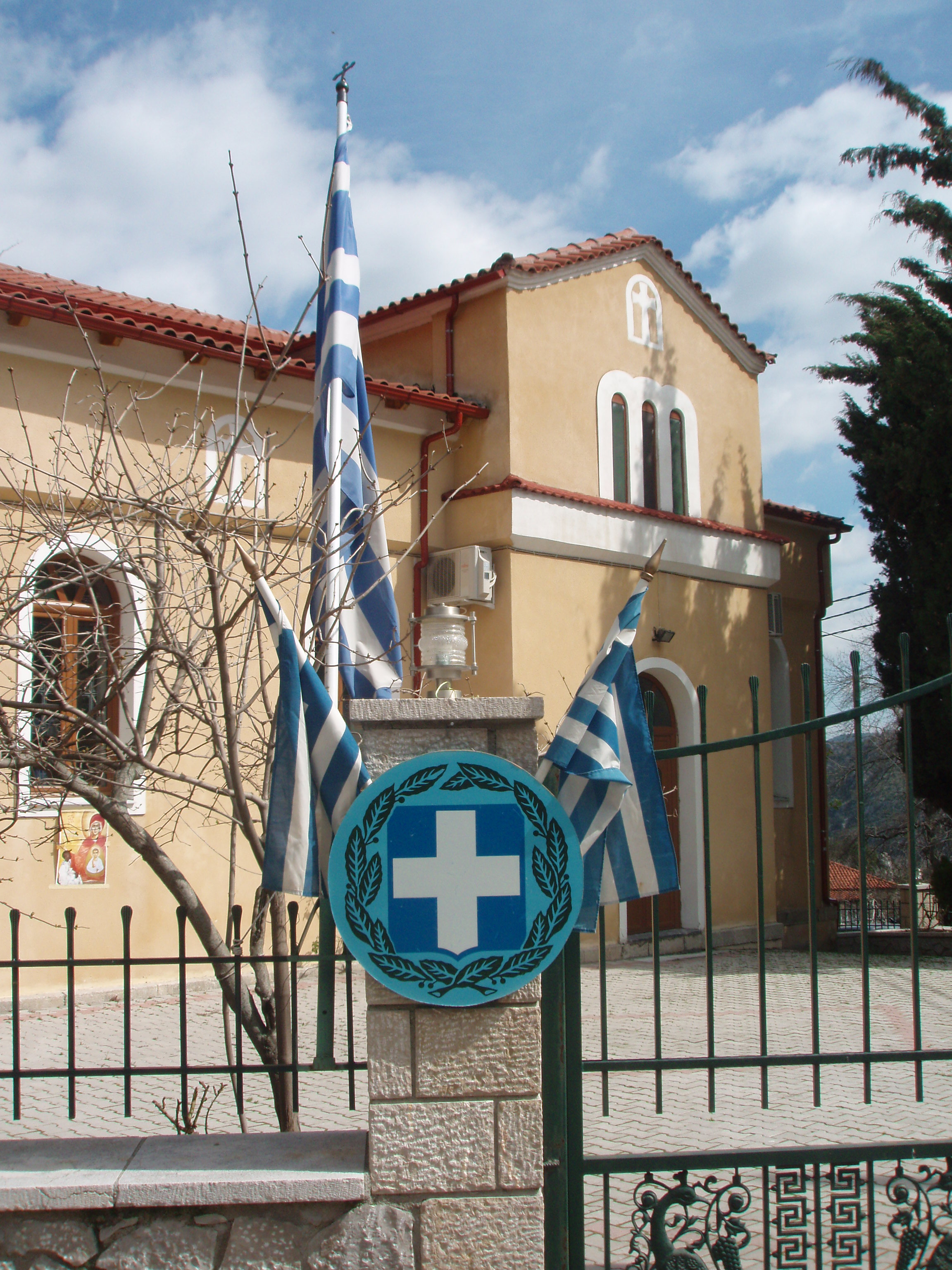
Греческая православная церковь сохраняет тесные связи с греческим государством, подчёркнутые присутствием греческих флагов во всех православных церквях, а также религиозным изображением флага и герба самой Греции.

Подавляющее большинство населения Греции принадлежит ко Греческой православной церкви, которая имеет государственный, закреплённый Конституцией статус и обязана пребывать в вероучетельном единстве «с Великой Церковью Константинополя и со всякой другой единоверной Церковью Христовой» (статья 3-я, раздел II «Отношения Церкви и государства»). Количество относящихся к этой церкви — 9 246 230. Значительная часть греков (0,5—0,8 млн) относится ко многочисленным старостильным православным церквям.
Согласно конституции, православие является государственной религией. Религия указывается в паспорте. Провозглашается свобода выбора вероисповедания. В Конституции 1953 года прозелитизм рассматривался как прямое преступление против православной церкви, Конституция 1975 года (статья 13(2)) декларирует защиту всех религий от подобной несправедливости. 
Среди последователей других религий: мусульман — 230 тыс. (1990), католиков — 58 тыс., протестантов — 40 тыс., иудеев — 5 тыс. (преимущественно в Салониках), последователей этнической греческой религии — примерно 2 тыс. Свидетелей Иеговы в Греции около 30 тыс.

## Протестантизм в Греции

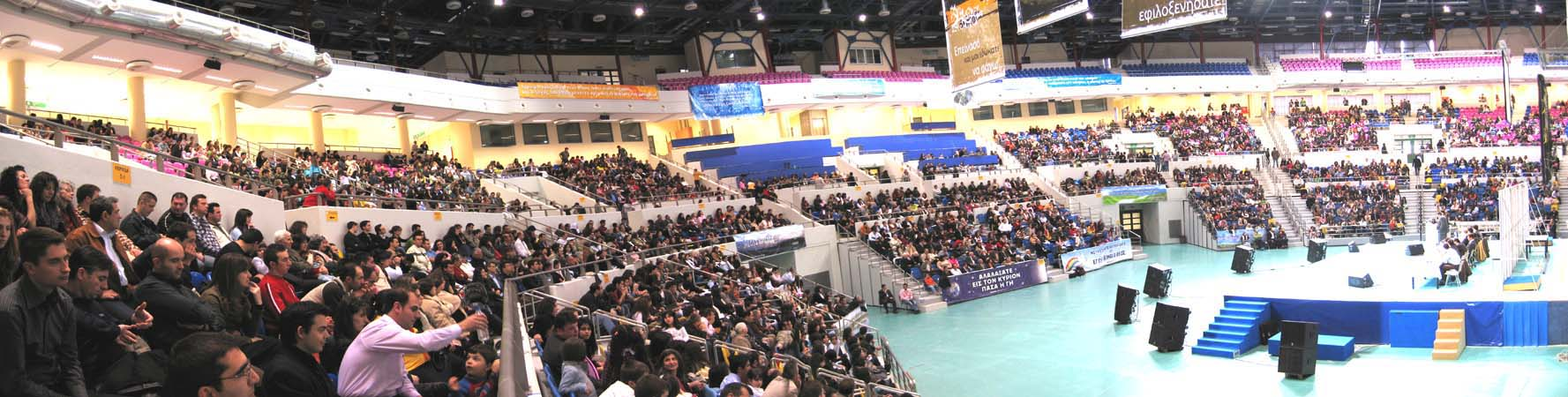
Конгресс пятидесятнической молодёжи в Никее

Численность протестантов оценена в 30 — 41 тыс. человек. Старейшей протестантской группой в стране являются реформаты, действующие с середины XIX века. Созданная ими Греческая евангелическая церковь состоит из 30 общин и примерно 5 тыс. верующих.
Лютеранами (7 приходов, 1 тыс. верующих) являются преимущественно этнические немцы, появившиеся в Греции в середине XIX века. Англиканская церковь Греции (3 прихода) входит в Церковь Англии. Созданный в 1923 году конгрегационалистский Союз армянских евангелических общин Ближнего Востока объединяет 1 тыс. человек.
Пятидесятничество в страну принесли греки, вернувшиеся из США. В 1927 году они организовали первую пятидесятническую церковь в Афинах. В настоящий момент в стране действует 200 пятидесятнических церквей и ещё столько же домашних общин. Крупнейшим пятидесятническим союзом является Свободная Апостольская Церковь Пятидесятницы (20 тыс. верующих), отделившаяся от Ассамблей Бога в 1965 году. Второй пятидесятнический союз — Апостольская церковь Пятидесятницы объединяет 12 тыс. верующих и входит в Ассамблеи Бога. В стране действует ряд других малочисленных пятидесятнических деноминаций — Апостольская церковь во Христе (4 общины; входит в Международную церковь четырёхстороннего евангелия), Полноевангельская Церковь Бога (4 общины; входит в Церковь Бога), Церковь Бога пророчеств (6 общин) и др.
Адвентистов в стране — 500 человек в 4 церквах. В Афинах имеются небольшие группы методистов, Новоапостольской церкви и баптистов (3 общины).

## Галерея

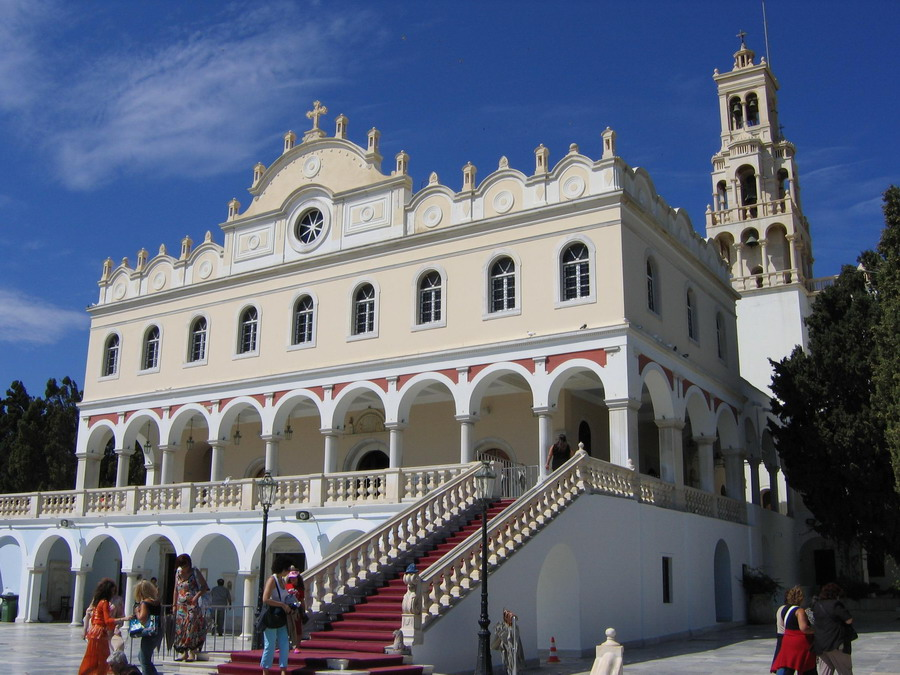
Церковь Благовещения (Тинос)
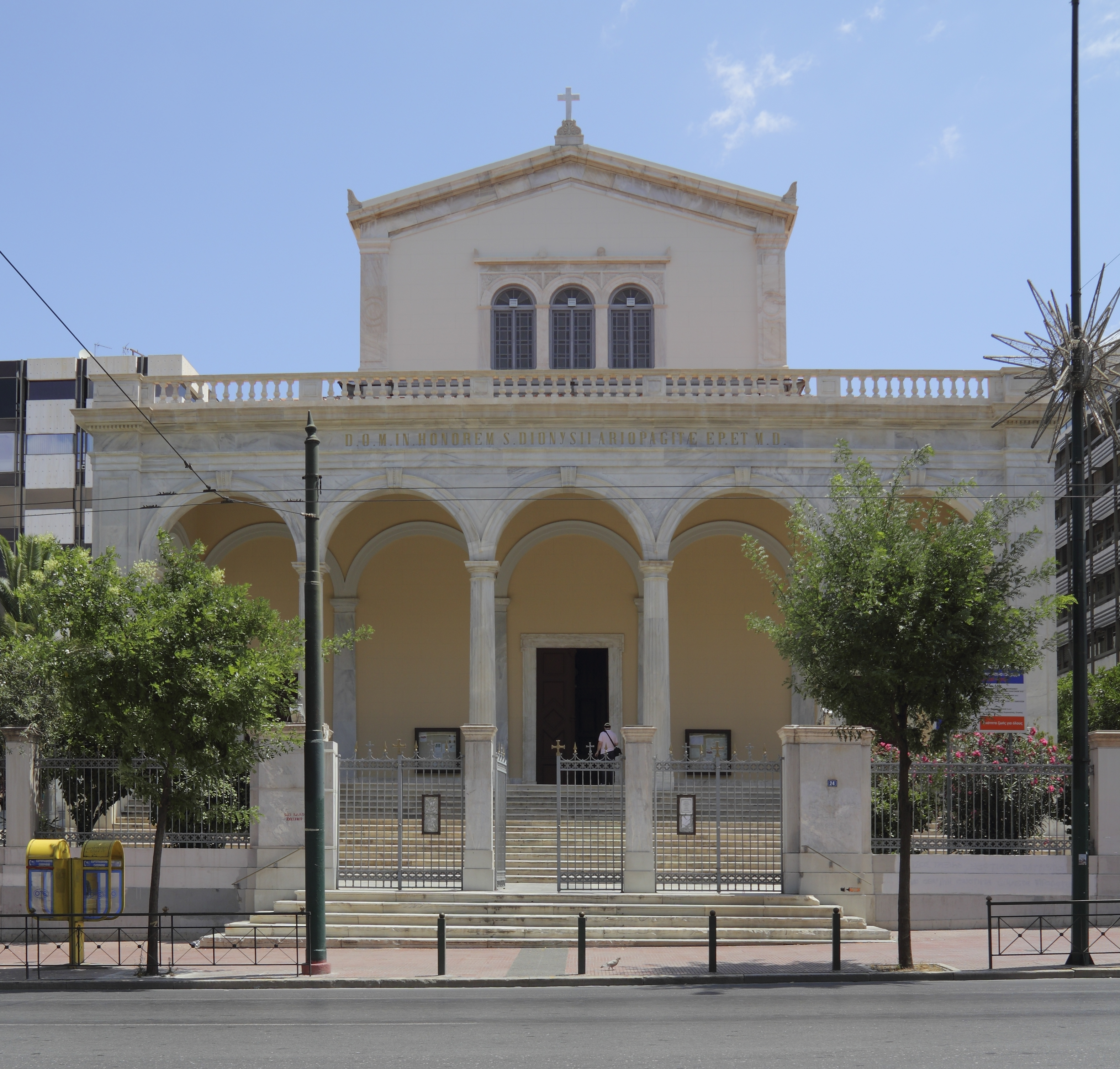
Собор Святого Дионисия Ареопагита в Афинах
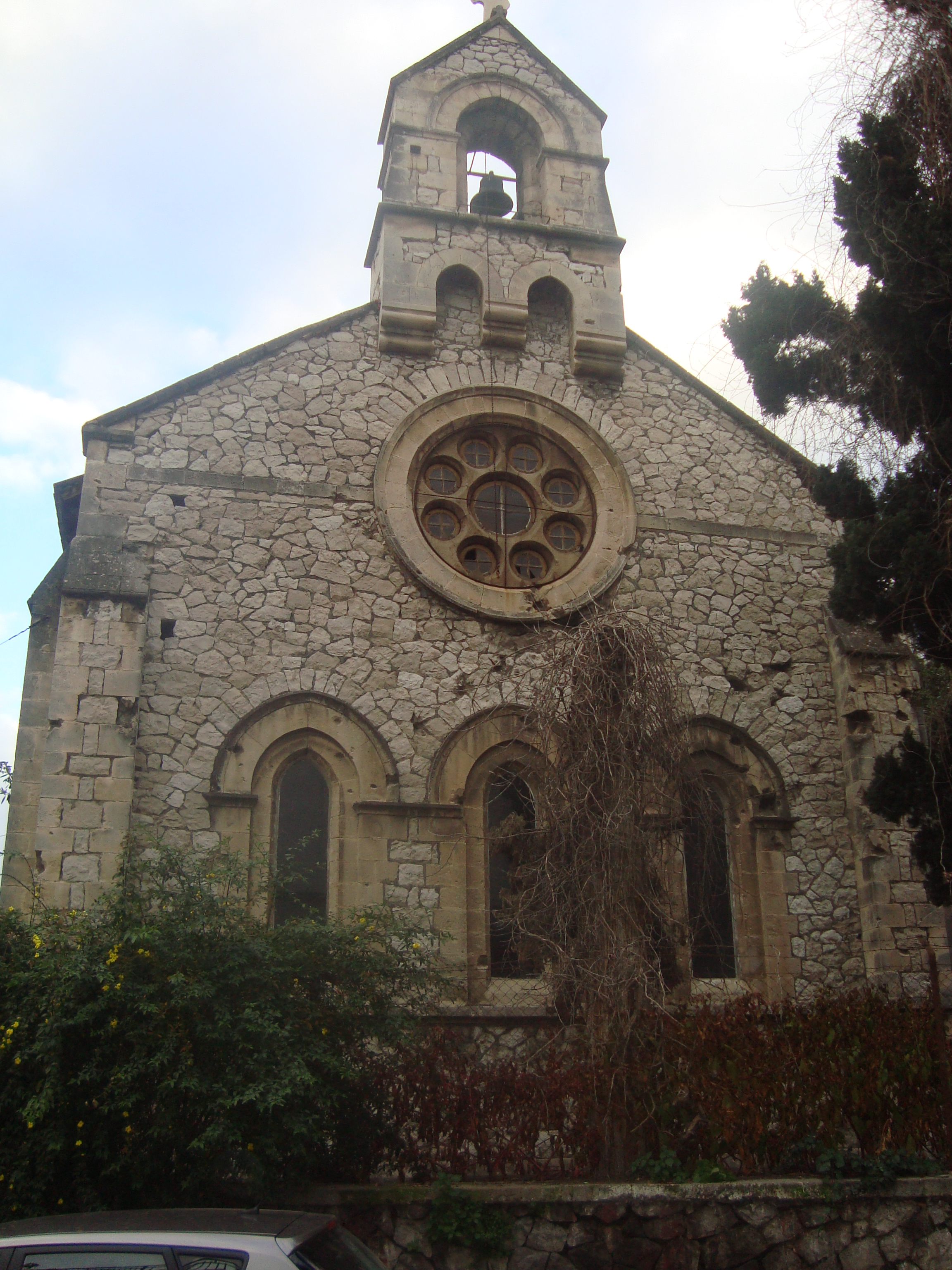
Англиканская церковь Святого Андрея, Патры
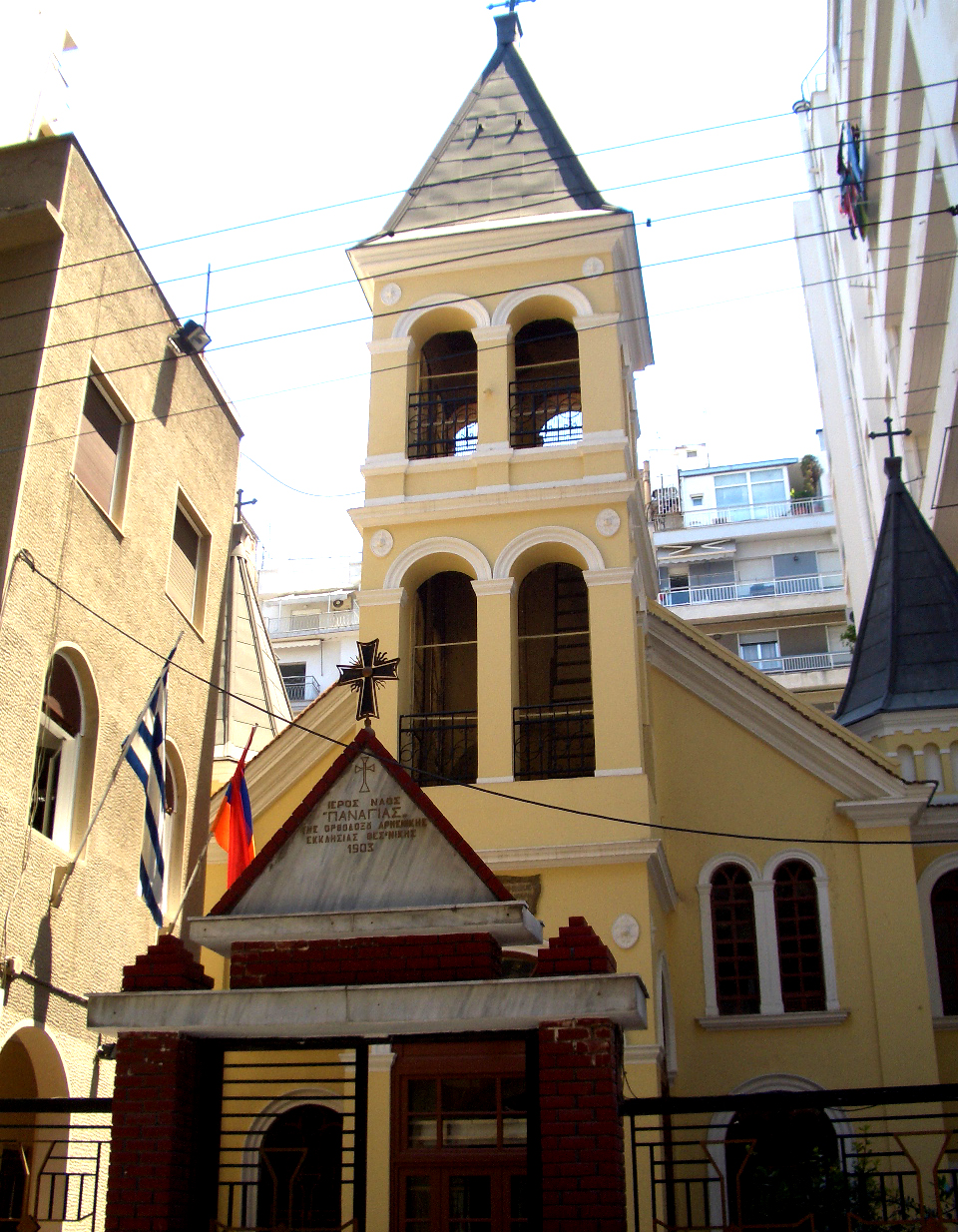
Армянская церковь Девы Марии в Салониках
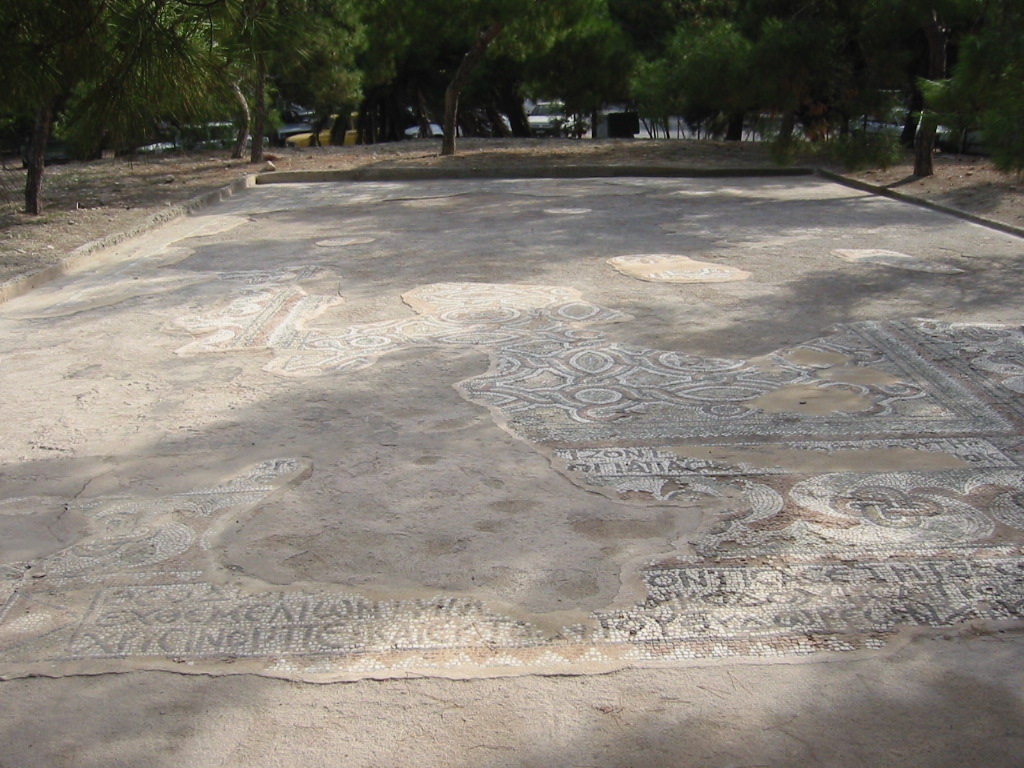
Мозаичный пол древней романиотской еврейской синагоги, 300 г. н. э., Эгина
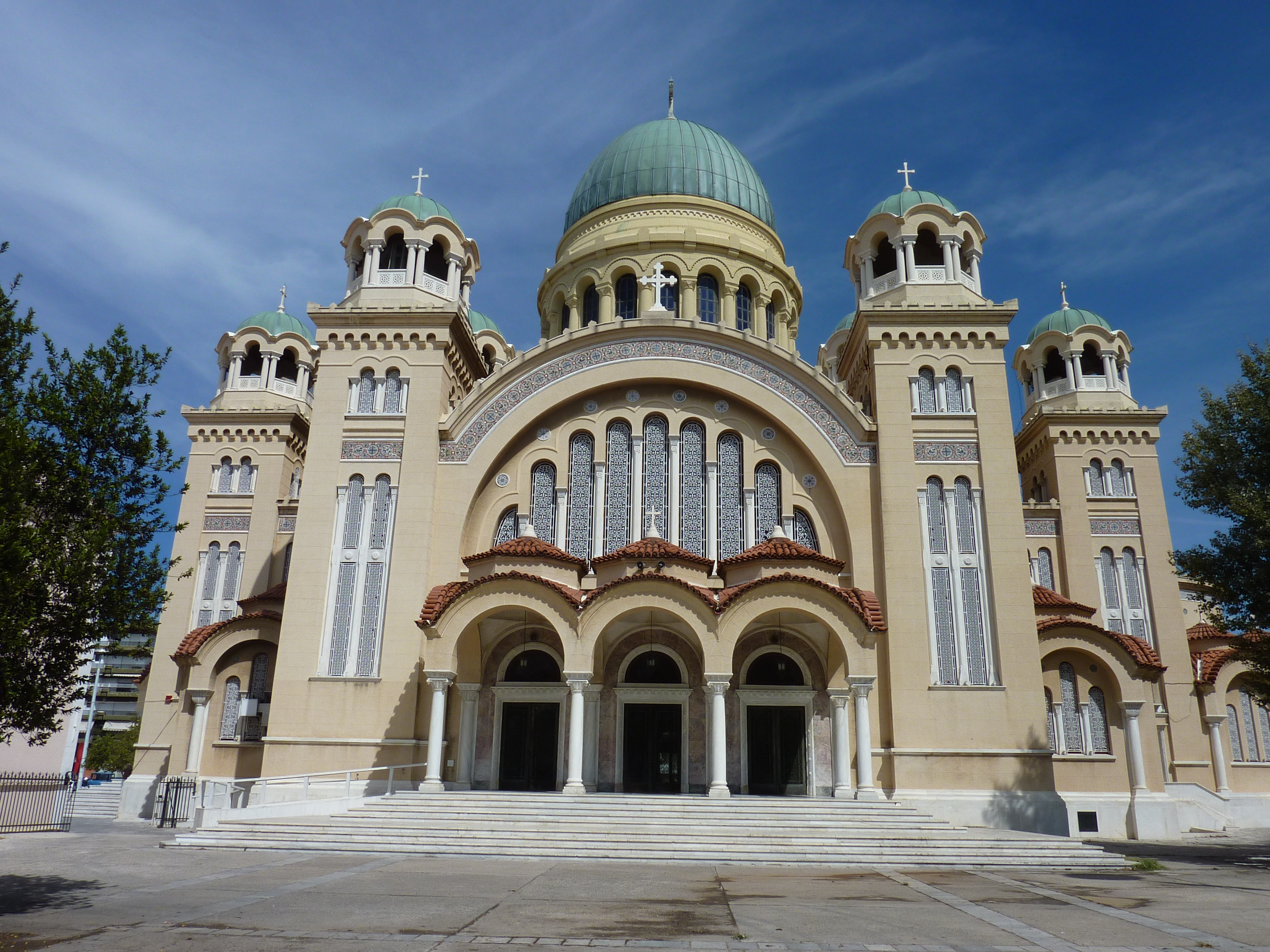
Собор Андрея Первозванного в Патрах
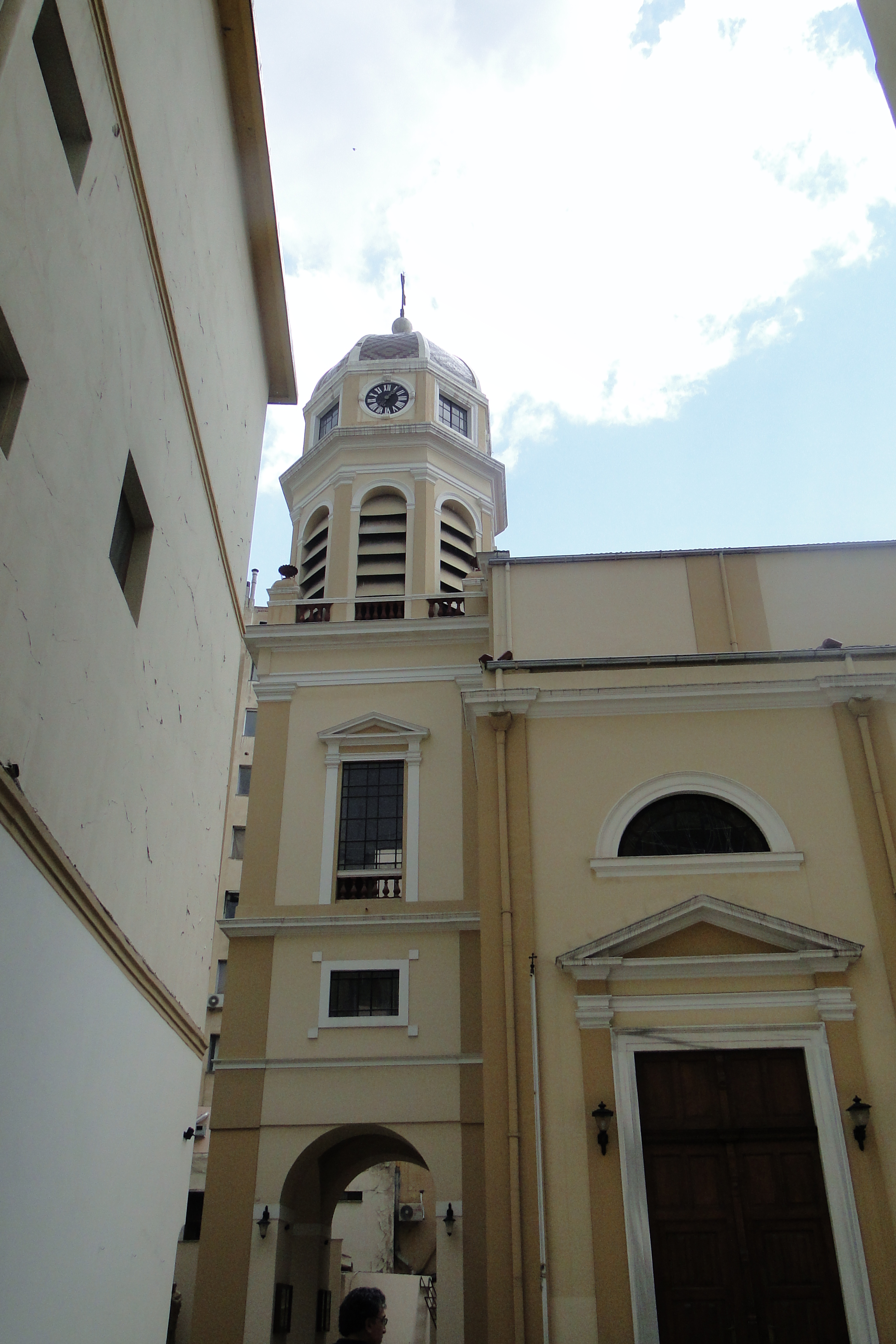
Католическая церковь в Салониках
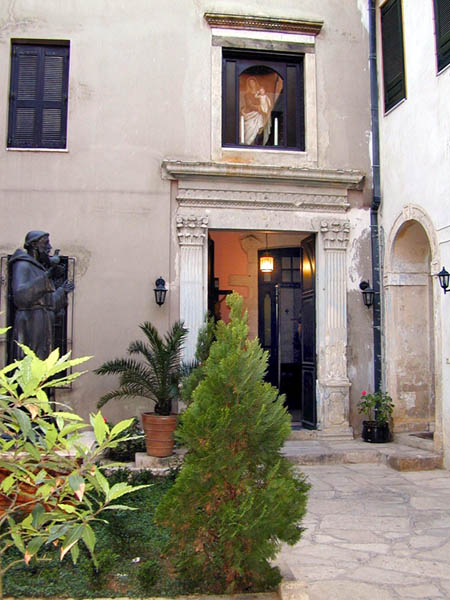
Католическая церковь (капуцинов) Ханья
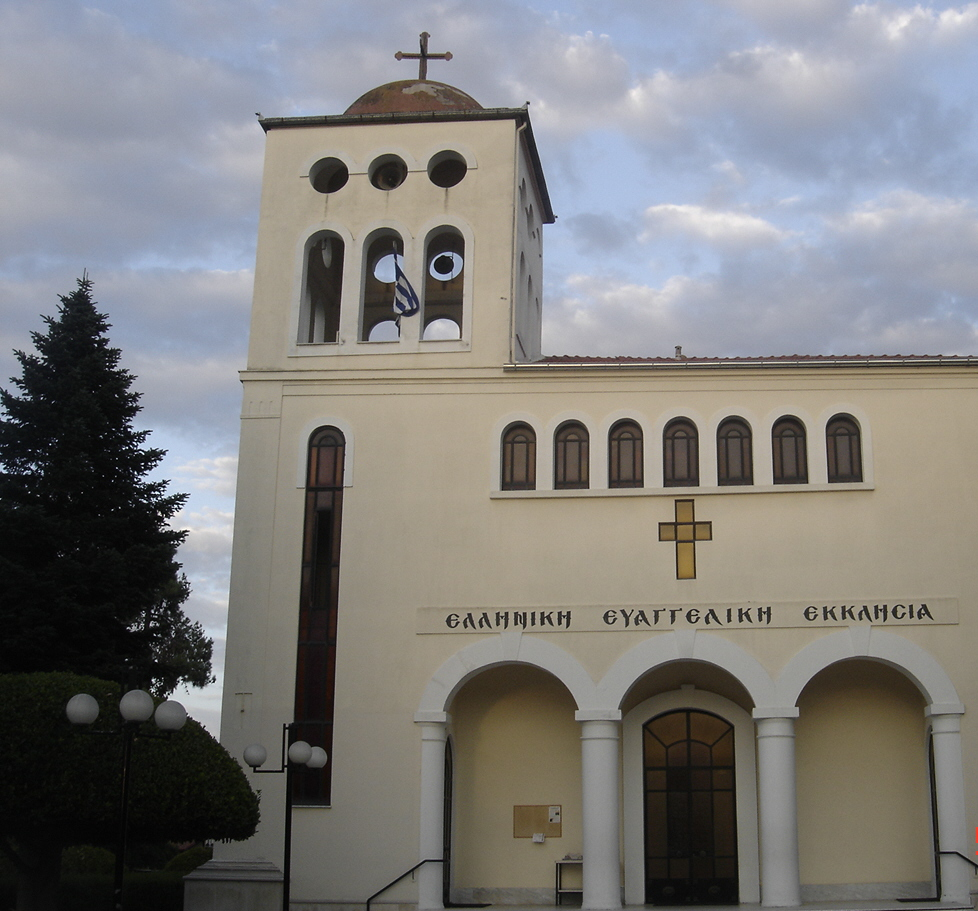
Евангелическая церковь в Катерини
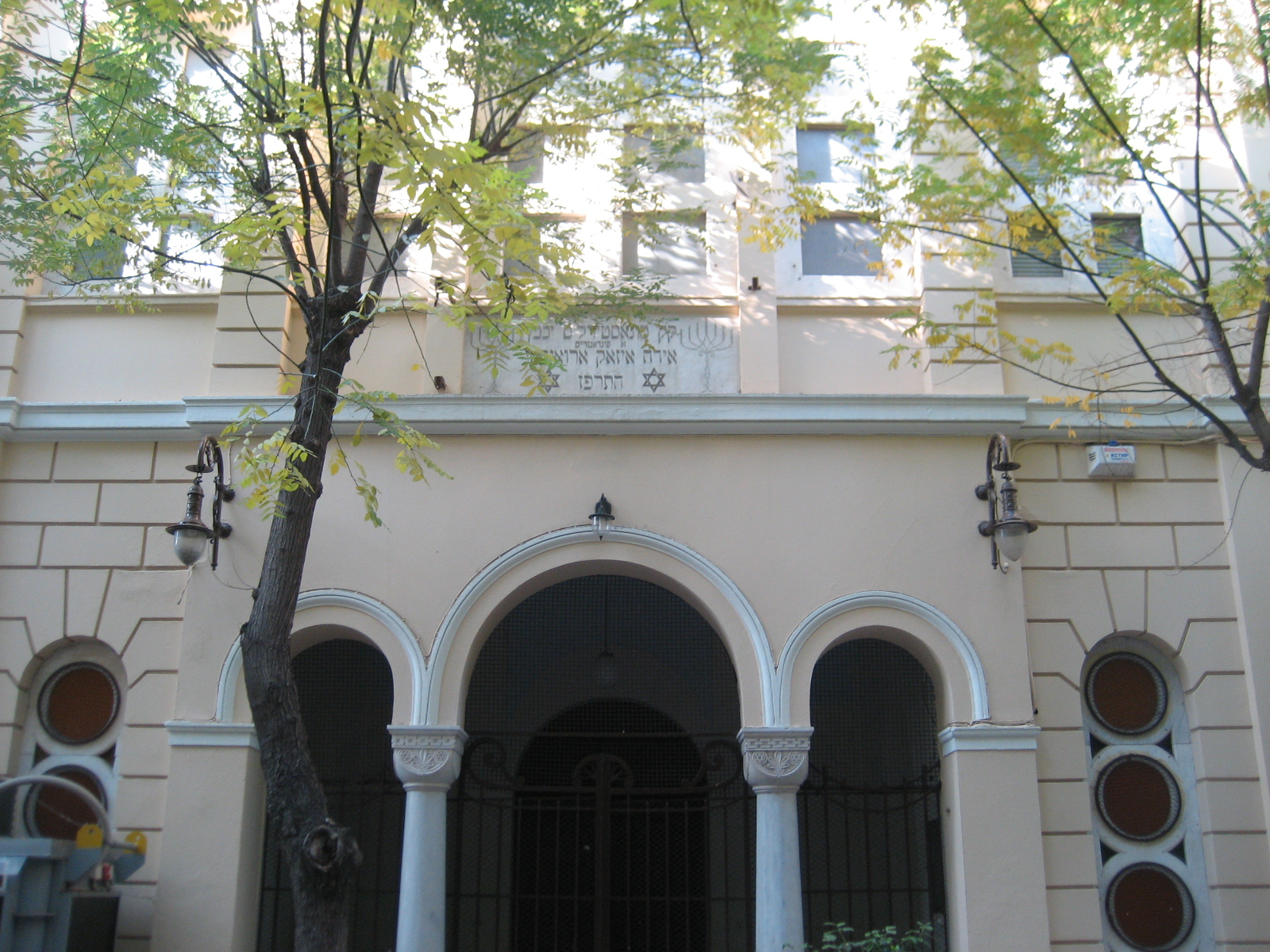
Синагога Монастир (Салоники)[англ.]
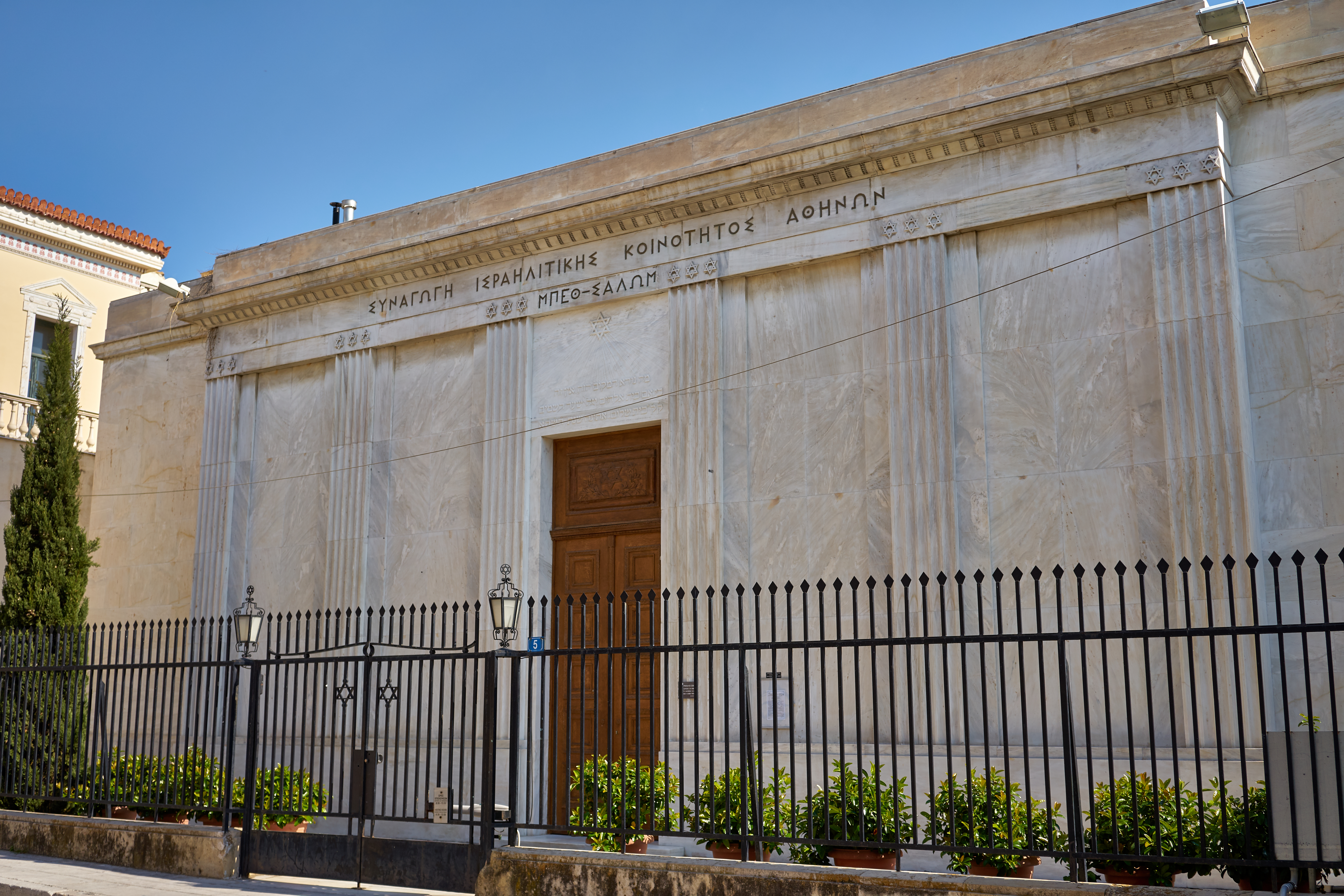
Синагога Бет Шалом
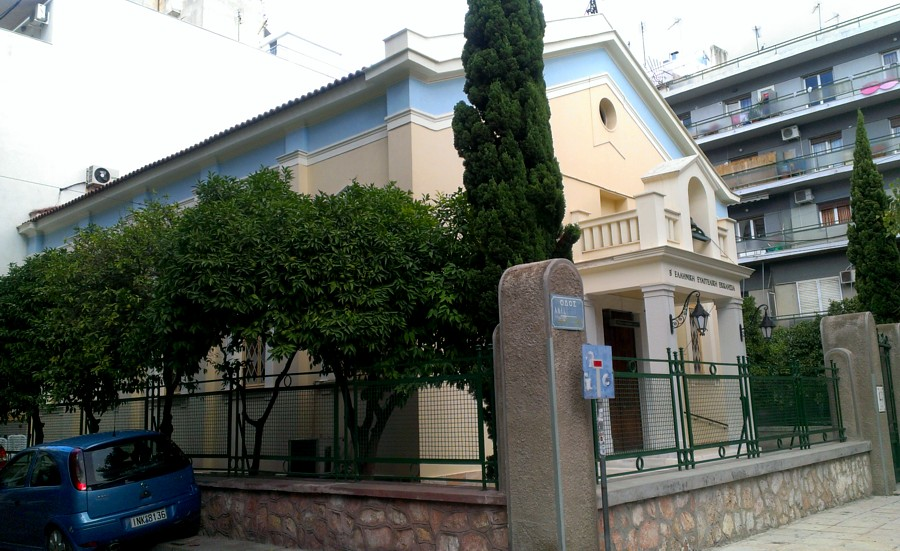
Евангелическая церковь, Афины
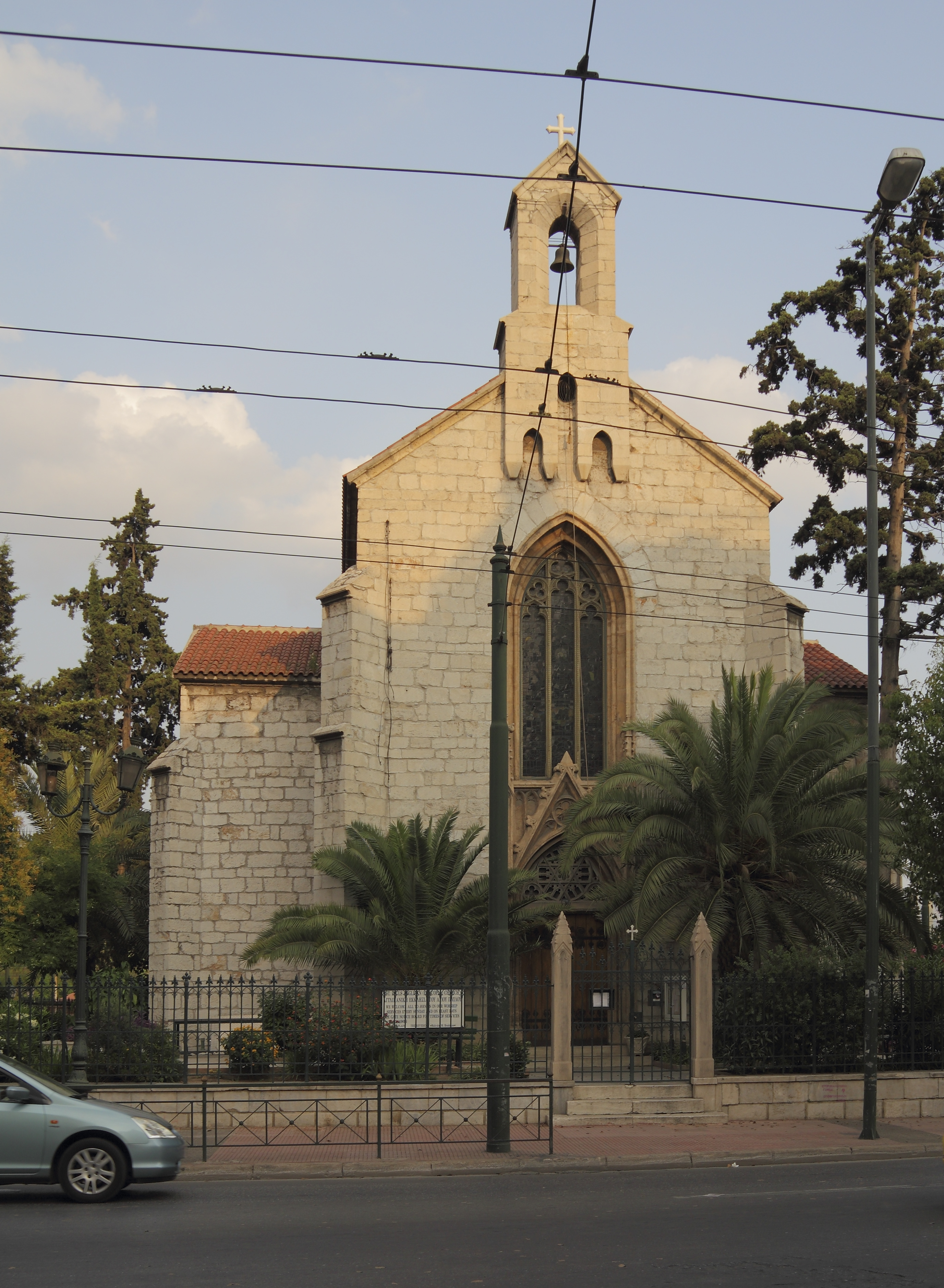
Англиканская церковь Святого Павла в Афинах (Стаматис Клеантис)
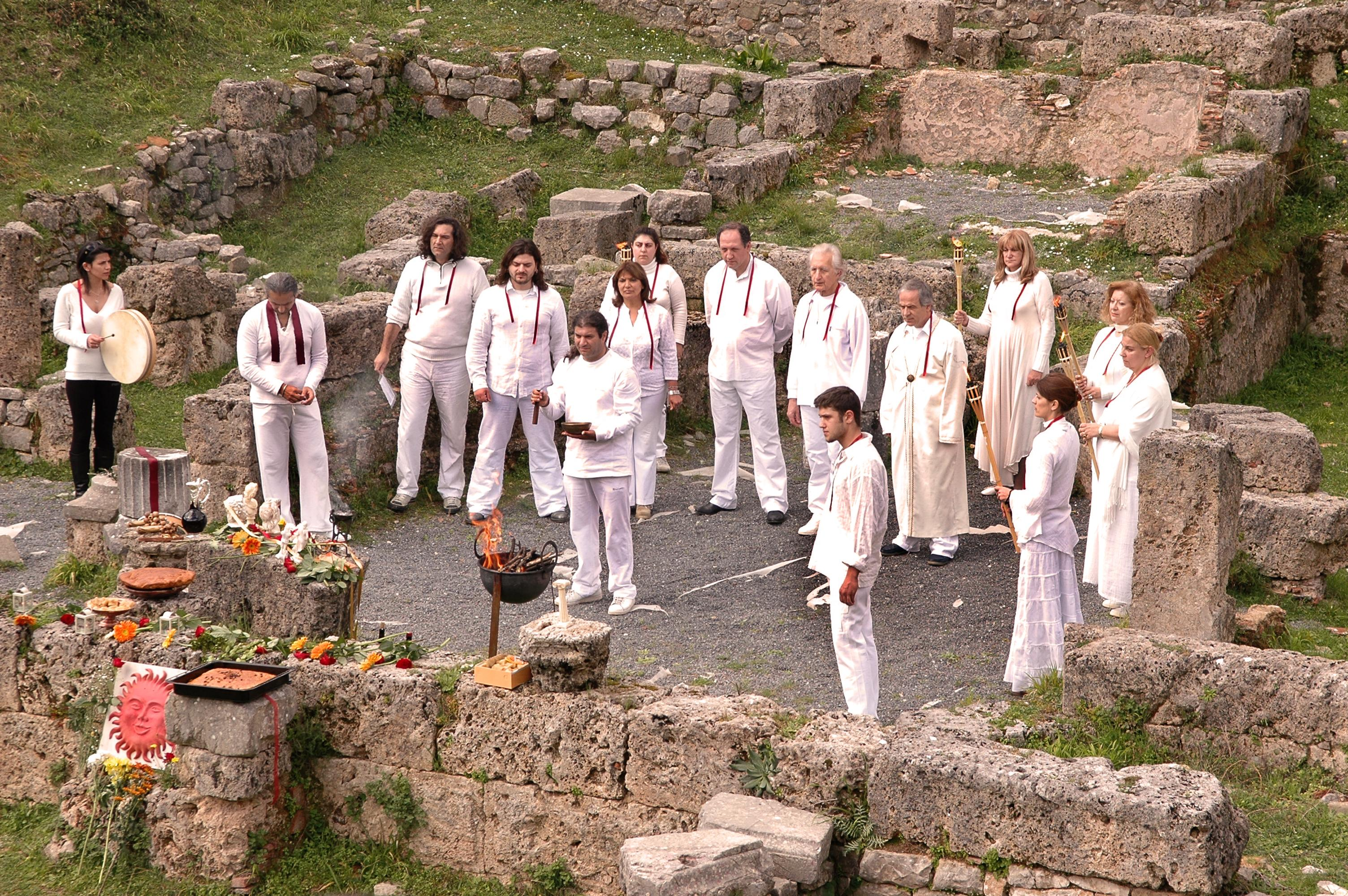
Ритуал, выполняемый Высшим советом этнических эллинов[англ.]
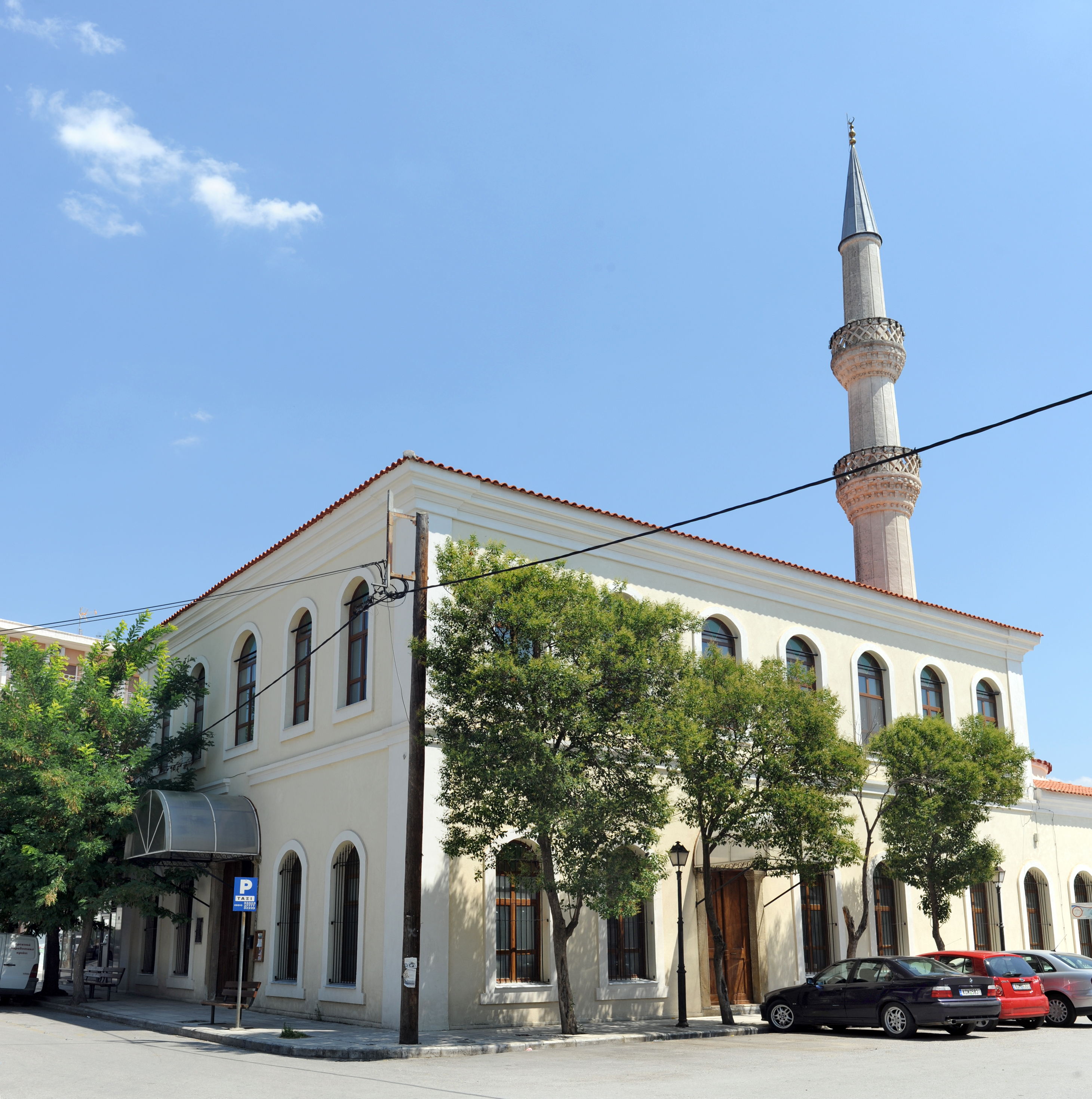
Старая мечеть, Комотини